# Lepanthopsis dodii
Lepanthopsis dodii är en orkidéart som beskrevs av Leslie Andrew Garay. Lepanthopsis dodii ingår i släktet Lepanthopsis och familjen orkidéer. Inga underarter finns listade i Catalogue of Life.